# Publicació de dades
Quan naveguem per Internet deixem un rastre de les nostres dades personals en les nostres xarxes socials o en les compres en línia. Molts cops però, també publiquem les nostres dades sense ser conscients. Totes aquestes dades recopilades serveixen per deixar una emparenta que permet que ens identifiquin.

## Dades aportades voluntàriament
Aportem dades personals quan ens registrem com a usuari, en algun portal de compra, en diverses xarxes socials, sistemes de missatgeria instantanea, entre d'altres. Les dades que es solen aportar són: Nom i cognoms, fotografies, dates de naixement, domicili, número de DNI o passaport, adreça de correu electrònic, el número de telèfon i el codi de targeta de crèdit o dèbit.
Totes aquestes dades són importants perquè:
- Donen la teva identitat
- Revelen una forma per a contactar-te o localitzar-te
- Donen a conèixer la teva procedència, orígens, condicions o cricumstàncies socials
- Revelen les teves aficions, preferències i hàbits de conducta
- Donen informació sobre el teu entorn o família

Per això hem d'assegurar-nos de la fiabilitat i la seguretat que ens ofereix el servei al qui atorguem les nostres dades més personals. Una bona manera de fer-ho és llegint les seves polítiques de privacitat.

## Dades personals publicades per tercers
Succeeix quan:
- Naveguem en llocs web:
  - Xarxes socials
  - Portals de contactes
  - Portals de vídeo
  - Blogs
  - Fòrums
- Utilitzem repertoris telefònics en línia
  - Número de telèfon
  - Direcció postal
  - Etc.
- A través de butlletins i diaris oficials de les diverses Administracions Públiques
- Quan emprem les edicions digitals dels mitjans de comunicació
  - Diari
  - Televisió
  - Ràdio
  - Etc.

Són importants perquè revelen informació personal, i que en molts casos és indexada pels cercadors i arriba a una difusió global a Internet. En el cas que vulguem cancel·lar la informació publicada en aquests llocs web perquè no tenien el nostre consentiment, hauríem de dirigir al responsable del repertori.
Així i tot, es pot donar l'ocasió que la publicació es trobi emparada per l'exercici d'un dret (com les llibertats d'expressió i d'nformació) o bé es faci en compliment d'un mandat legal (com la publicació en butlletins oficials).

## Dades de navegació i de comportament a la xarxa

### Adreça IP
És un conjunt de números que ajuda a identificar un ordinador en concret quan aquest es connecta a la xarxa. Es pot utilitzar per localitzar geogràficament a l'usuari de l'ordinador i en conseqüència també a identificar el titular de la línia.

### Cookies
Aquestes són els fitxers que s'emmagatzemen en l'ordinador de l'usuari que navega per Internet i que en particular contenen un número el que ajuda a identificar inequívocament l'ordinador, encara que aquest canviï de localització. Les cookies s'instal·len durant la navegació d'Internet (sigui pels llocs web visitats o bé per tercers amb els que es relacionen al lloc web) i ajuden a conèixer molt bé l'activitat de l'usuari, com:
- El lloc des del qual accedeix
- El seu sistema operatiu
- El seu navegador
- Les pàgines més visitades
- El nombre de clics realitzats
- Etc.

Les cookies són importants perquè molts cops són necessàries per facilitar la navegació en determinats llocs web, però normalment s'utilitzen de manera prescindible per a elaborar perfils sobre la nostra activitat a la xarxa. D'aquesta manera poden captar molt millor al client en l'àmbit publicitari per exemple.
De totes maneres, hem de saber que per a la seva instal·lació i utilització és necessari el nostre consentiment, un d'informat. Quan naveguem per Internet hem de saber què són les cookies i que suposa la seva instal·lació. És essencial que els llocs web ens prestin informació per saber com desactivar o eliminar les seves cookies, alhora que també ho han de fer amb la manera de revocar el consentiment del seu ’ús de cookies. És recomanable que s’esborri regularment les cookies que s'emmagatzemen l'ordinador.

## Mètodes per publicar dades

### Fitxers de dades com a material complementari
Una gran quantitat de revistes i editors que donen suport a material addicional que s'adjunta a articles de recerca, inclosos conjunts de dades. Tal material històricament tal pot haver estat distribuït només per sol·licitud o en microforma a biblioteques, les revistes actuals solen allotjar aquest tipus de material en línia. Hi ha disponible material suplementari per als subscriptors al diari o, si l'article és d'accés obert, a tothom.

### Repositoris de dades
Hi ha una gran quantitat de dipòsits de dades, tant en temes generals com especialitzats. Molts dipòsits són repositoris disciplinaris, centrats en una determinada disciplina de recerca. Els dipòsits poden ser una o dues d'un tipus per les seves dades. Aquests dipòsits ofereixen una interfície web accessible al públic per buscar i navegar pels conjunts de dades allotjats, i poden incloure característiques addicionals, com ara un identificador d'objecte digital, per a la cita permanent de les dades, i la vinculació als treballs publicats i codi associat.

### Documents de dades
Documents de dades es "publicació acadèmica d'un document de metadades de cerca Descriure un Particular accedir en línia conjunt de dades, el grup d'or de conjunts de dades, publicats en d'acord amb les pràctiques acadèmiques estàndard". El seu objectiu final és proporcionar informació sobre on, per què, com i qui de les dades. El focus de les dades és la informació descriptiva sobre el conjunt de dades relacionat enfocat a la recopilació de dades, característiques distintives, accés i reutilització potencial, en comptes de processament i anàlisi de dades. Atès que els documents de dades es consideren autoritzats en la literatura acadèmica, "fer el recompte d'intercanvi de dades". Aquest article proporciona un incentiu addicional per compartir dades, però també mitjançant el procés de revisió per parells, augmenta la qualitat de les metadades i l'èxit de les dades compartides.
Així, els documents de dades representen l'enfocament de la comunicació acadèmica per compartir dades.
Malgrat la seva potencialitat, es consideren les solucions més completes per a tots els intercanvis de dades i, en alguns casos, es consideren falses expectatives en la comunitat investigadora.

### Revistes de dades
Les revistes de dades són compatibles amb una rica varietat de revistes, alguns qui són "pura", és a dir, que es dediquen a publicar només els papers de dades, mentre que altres - la majorité - són "mixtes", és a dir, es publiquen una sèrie d'articles Tipus La inclusió de dades papers.
Hi ha disponible una enquesta exhaustiva sobre revistes de dades. Una llista no exhaustiva de revistes de dades ha estat compilada per la Universitat d'Edimburg.
Alguns exemples de revistes de dades "pures" són: Earth System Science Data, Scientific Data, Journal of Open Archaeology Data, and Open Health Data.
Exemples de documents de revistes de dades de publicació "mixtes" són: SpringerPlus, PLOS ONE, Biodiversity Data Journal, F1000Research, and GigaScience.

## Cita de dades
La cita de dades és proporcionar referències precises, uniformes i estandarditzades als conjunts de dades, així com es proporcionen cites bibliogràfiques per a altres fonts publicades com articles de recerca o monografies. Normalment, l'enfocament ben establert de l'identificador d'objectes digitals (DOI) s'utilitza amb DOIs que prenen usuaris a un lloc web que conté les metadades del conjunt de dades i el propi conjunt de dades.
S'han establert diverses organitzacions amb l'objectiu de conduir l'agenda de cites de dades. Aquests inclouen el següent:
- CODATA Data Citation Standards and Practices Task Group
- Data Preservation Alliance for the Social Sciences (Data-PASS)
- DataCite
- Data Citation Synthesis Group of FORCE11
- Data Citation Working Group of the Research Data Alliance

La cita de dades és un tema emergent en informàtica i s'ha definit com un problema computacional. De fet, citar dades suposa reptes significatius per als científics informàtics i els principals problemes a abordar estan relacionats amb:
- L'ús de models i formats de dades heterogenis, per exemple, relational databases, Comma-Separated Values (CSV), eXtensible Markup Language (XML), Resource Description Framework (RDF);[8]
- La transició de dades.
- la necessitat de citar dades en diferents nivells de gosadia, és a dir, cites profundes.
- la necessitat de generar automàticament cites a dades amb granularitat variable.